# ディーター・ツェッチェ
ディーター・ツェッチェ（Dieter Zetsche、1953年5月5日 - ）は、ドイツの実業家である。ドイツの自動車メーカーであるダイムラークライスラー/ダイムラーで取締役会会長・最高経営責任者（CEO）を務めていたことで知られる。
2006年から2019年にかけて同社を率い、同職に就任時点で低迷していた「ダイムラークライスラー」からクライスラー部門を切り離し、社名を「ダイムラー」に変更した。前任者のユルゲン・シュレンプ体制下で低迷していた同社の業績を、その13年に及ぶ在任期間において立て直した（→#事業の立て直し）。

## 経歴
ツェッチェの父ヘルベルトは土木技師で、ツェッチェは父がダム建設プロジェクトのためトルコに滞在している時に生まれた。
ツェッチェ一家は1956年にドイツに帰国し、ツェッチェはフランクフルト近郊のオーバーウルゼルの学校に通った。
1971年からカールスルーエ工科大学で電気工学（電子工学）を学び、1976年に卒業した。その後、ダイムラー・ベンツ在籍中の1982年にパーダーボルン大学で工学の博士号を取得。

### 初期の経歴
1976年にツェッチェはダイムラー・ベンツに雇用され、研究部門のエンジニアとなり、1981年には商用車部門の開発マネージャー補佐になり、1984年からは商用車開発におけるドイツ国外における開発活動の調整を担当した。1986年にクロスカントリー車両開発の責任者となった。
1987年にブラジルにおける開発責任者として現地子会社のメルセデス・ベンツ・ド・ブラジルに赴任した。
ブラジル赴任以降のツェッチェの出世は非常に速く、2年後の1989年にはアルゼンチン支社の社長を任され、さらに2年後の1991年にアメリカ合衆国に移り、低迷に陥っていた北米事業の立て直しのため、ダイムラー・ベンツ傘下のトラック製造企業であるフレイトライナー・トラックスの社長に任命された。
1992年にダイムラー・ベンツ本社の取締役会の副メンバーとなり、本社では乗用車開発部門の責任者となり、1995年半ばにはダイムラー・ベンツの乗用車と商用車の販売全般における責任者となった。
1995年12月、ユルゲン・シュレンプ体制のダイムラー・ベンツ本社の取締役会で、正式に取締役に就任。ツェッチェは当時の取締役会のメンバーの中では海外経験が長く、その経験によって貢献できる比較的少数の取締役だった。当時のツェッチェは子会社であるメルセデス・ベンツ社の販売・営業担当の取締役でもあり、直接の上司でメルセデス・ベンツ社の会長であるヘルムート・ヴェルナーはシュレンプとは対立関係にあった。ツェッチェは同じく取締役のユルゲン・フベルトとともにシュレンプを支持する側に回り、1997年にヴェルナーの追い落としに成功したことで、シュレンプ体制が確立した（同年にメルセデス・ベンツ社はダイムラー・ベンツ社に再統合されて法人ではなくダイムラー・ベンツ内の乗用車部門となった）。

### クライスラーの立て直し
2000年半ばにツェッチェはクライスラー部門を任され、クライスラーグループの社長兼CEOを2005年末まで務めた。この際、危機に瀕していた北米事業の業績を立て直し、経営者として高い評価を得た。
ダイムラー・ベンツとクライスラーとの合併は1998年に行われたものだが、クライスラー部門は合併早々に数十億ドルの損失をもたらし、この立て直しはシュレンプ体制にとっては急務だった。事業を立て直すにあたって、クライスラーの6つの工場の閉鎖と26,000人の従業員の削減は避けられなかったが、この「憎まれ役」はダイムラーの取締役会から同時に送り込まれたヴォルフガング・ベルンハルトが引き受け、ツェッチェはクライスラーの車の品質改善、工場の品質改善と生産効率の向上に取り組んだ。
こうした取り組みが成功したことから、クライスラーは（低迷は続きつつも）窮地は脱し、ツェッチェは米国では会社を救った英雄とみなされるまでとなり、在任中の2005年に米国の自動車殿堂から「Industry Leader of the Year Award」を授与されている。

### ダイムラー取締役会会長

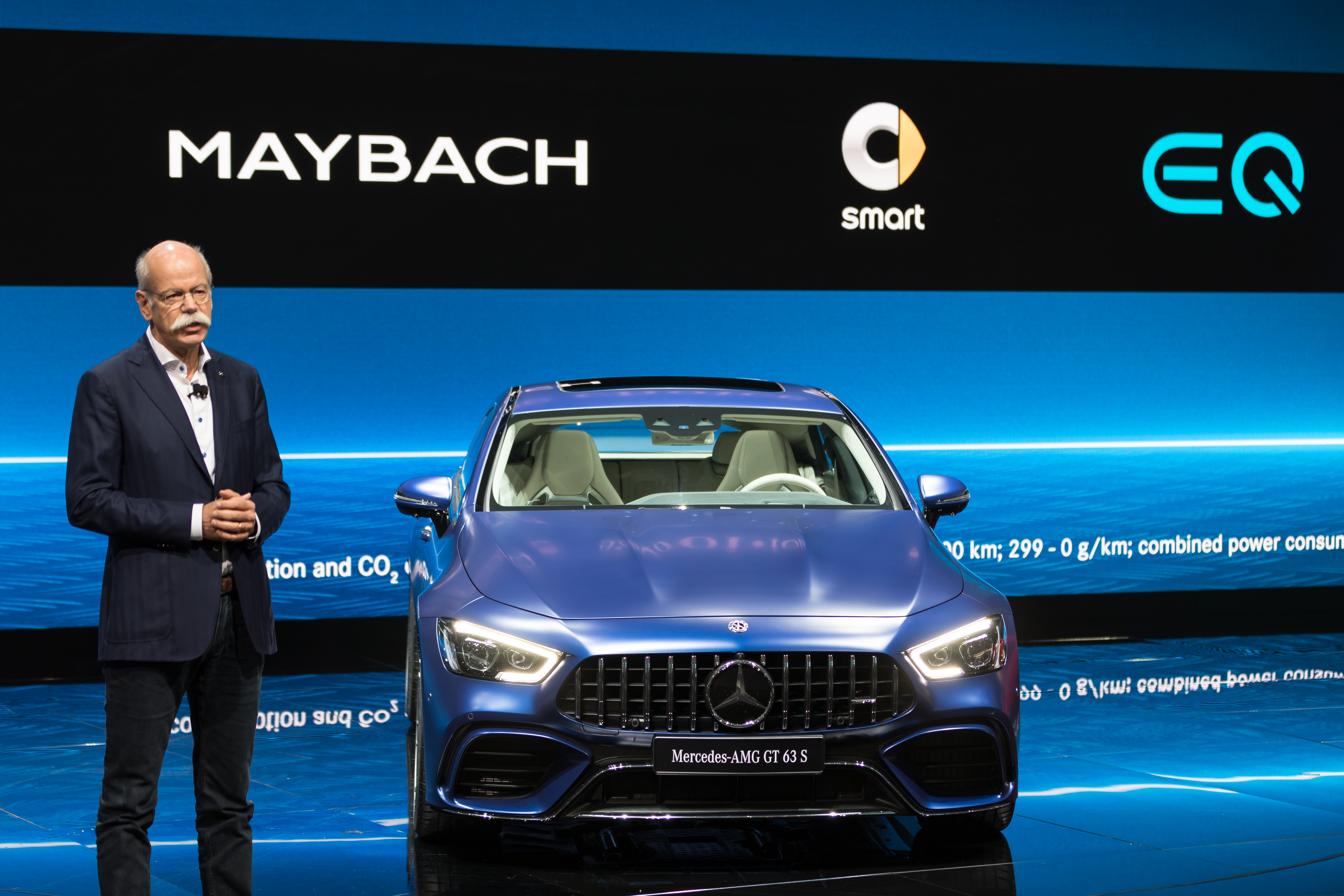
AMG GT63 Sの発表を行うツェッチェ（2018年GIMS）。2015年以降は公の場でもネクタイをしないスタイルとしている。

北米事業を好転させたことが評価され、退任するシュレンプの後任として、2006年1月1日付けで本社であるダイムラークライスラーの取締役会会長に任命された。

#### 事業の立て直し
就任して間もない2007年10月にツェッチェはダイムラークライスラーからクライスラー部門を切り離し、社名を「ダイムラークライスラー」から「ダイムラー」（Daimler AG）に変更した。
ツェッチェは「ダイムラー」においてドイツ国内事業の再構築を進めるとともに、同社の中核である乗用車部門を直接統括し、高級乗用車と商用車（バン）に経営資源を集中させた。乗用車部門においては、自らのエンジニアとしての知見から、エンジンや高度な電子機器の分野における技術革新を重視した。
ツェッチェはダイムラー社内にはびこっていた官僚主義を一掃し、新製品へのより実験的な試みを奨励する風土を作ることに取り組み、そのために階層主義や企画提出に関する文化を改めさせた。より低いレベルの従業員がビジネス上のアイデアを提案しやすくするため、計画実行のための予算の支出は各部門に裁量を認めるといった変更を行った。
ツェッチェ体制における立て直しは成功し、2015年にはダイムラーとして過去最高の売上を達成し、2006年時点で28億ユーロに過ぎなかった同社の営業利益は、2017年には163億ユーロに到達した。この営業利益は当時の全自動車メーカーの中でトヨタ自動車に次いで第2位に相当する好業績である。
メルセデス・ベンツは「世界で最も売れている高級車ブランド」の座をシュレンプ体制だった2005年の時点でBMWによって奪われていたが、ツェッチェ体制になってからはより魅力的なラインナップが生み出されるようになったことで評価も取り戻し、2016年にその座を奪還することに成功した。

#### CASE戦略の提唱
2010年代半ばの時点で新車販売においても利益においても好調だったにもかかわらず、ダイムラーの株価は低迷した。この原因は電気自動車メーカーであるテスラや自動車製造業への参入に向けて動いていたGoogleといった企業の存在によるもので、ダイムラーのような「伝統的自動車」のメーカーは遠からず新興の電気自動車メーカーやその「破壊的なビジネスモデル」の前に滅んでいくという評価が投資家たちの間で定着していたためである。
そこで、ダイムラーは2016年に「CASE」戦略を提唱した。それは新興企業による「破壊的イノベーション」に対抗するため、自ら「破壊的イノベーション」をもたらすことで新たな価値を創造することを目的にしたもので、下記の4つで構成される。
- C = Connected - インターネットへの接続（コネクテッドカー）、他の車両との接続[W 10][W 11]
- A = Autonomous - 自動運転
- S = Shared - カーシェアリング
- E = Electric - 電動化

CASE戦略は、それぞれの要素は目新しいものではなく、従来個別に扱われていたこの4つを複合して継ぎ目なく製品化するというものである。
この実現のため、2016年に電気自動車専用ブランドとして「メルセデスEQ」ブランドを立ち上げた。同時に「乗用車・バン部門」、「トラック・バス部門」を分離分割し、それらとは別に、カーシェアリングなどのモビリティサービス（MaaS）を担当する「ダイムラー・モビリティ部門」を設けて、3つの部門に分割する道筋を付けた（この3部門はツェッチェ退任後の2019年11月に子会社として法人化された）。

#### 退任
2018年9月に翌年に会長職から引退することを表明し、2019年5月に開催された年次株主総会をもって会長職から退任した。ツェッチェは13年間に渡って在任した会長職をオラ・ケレニウスに譲り、以降、ダイムラーでは2020年9月まで監査役会の議長を務めた。

### その後
ダイムラーの取締役会会長の退任後、大手旅行代理店のトゥイ社の監査役会議長（2019年就任）を務め、同時に、顧問としてディスカウントストアチェーンのAldi（2019年就任）やソフトウェア企業のアドビ（2021年就任）に関わるなど、複数の企業で活動を続けている。

## Dr. Z

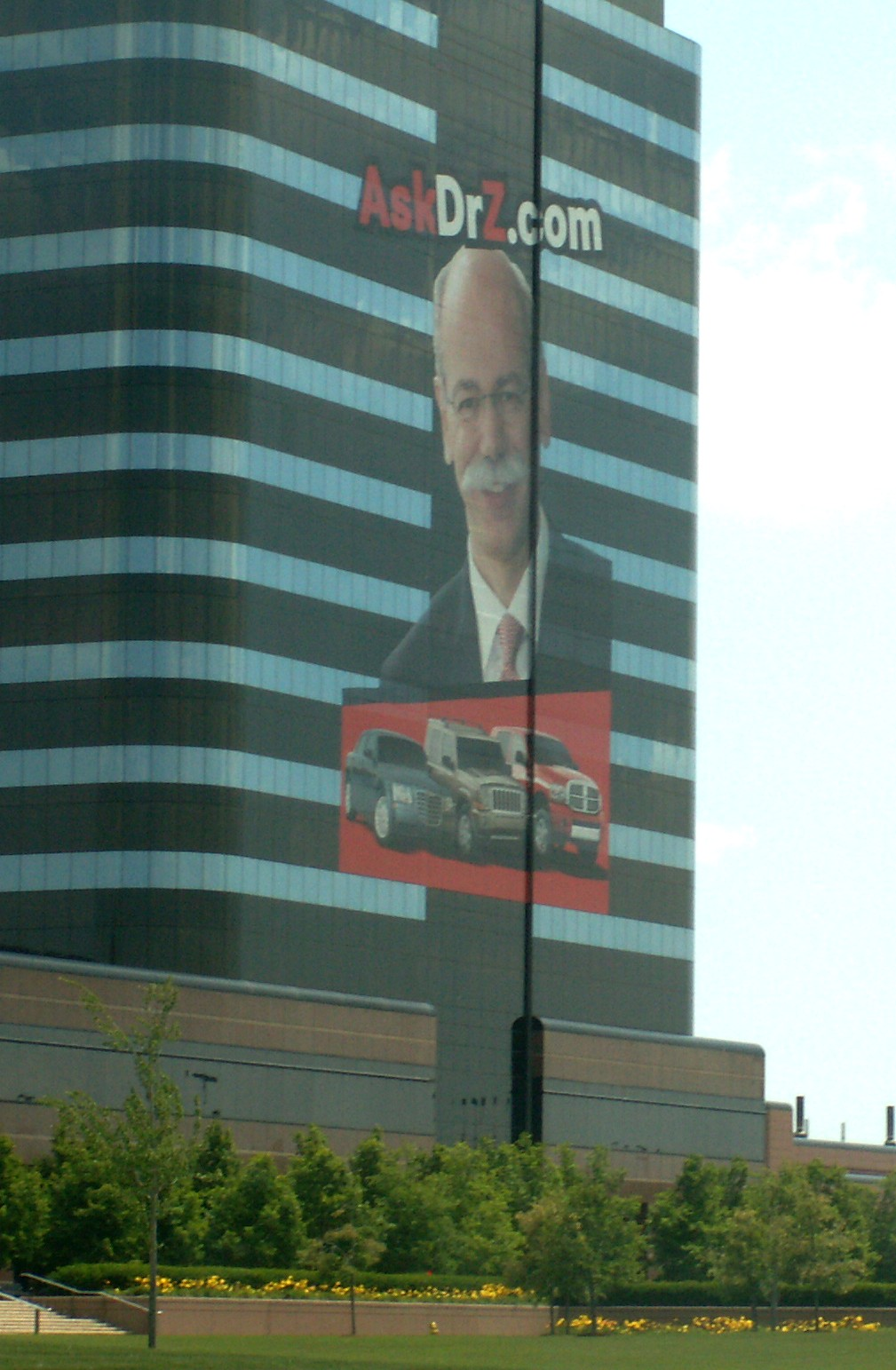
公式ウェブサイトの広告（2006年7月）

2006年6月30日、北米において、ダイムラークライスラーはツェッチェを「Dr. Z」（ドクター・ズィー。「Z博士」）として起用し、「Ask Dr. Z」という広告キャンペーンを展開した。これは36ヶ月の自動車ローンを無利子で組めるキャンペーンの広告であると同時に、ドイツ企業とアメリカ企業の合併によるメリットを強調するという狙いがあり、「Dr. Z」ことツェッチェが、子供たちや記者といった登場人物から質問を受け、それに答える形でクライスラーとそれに使用されているドイツ由来の技術の優秀さを語るという趣向の広告である。
この広告はアメリカ合衆国とカナダでテレビ、ラジオ、インターネットなどを使って展開され、テレビコマーシャルでは、「Dr. Z」は質問者の疑問に答えながら、車をドリフト走行させたり、ジープ・リバティで丸太の山を踏み越えたり、クライスラー・パシフィカで自ら衝突試験をして前部が大破した車から平然と降りたりするといった、ユーモラスなものになっている。
この広告は称賛を受けると同時に、ダイムラークライスラーという世界的な大企業の経営者を起用するにはあまりにもコメディ色が強く、人選として不適切ではないかという声もあった。しかし、この広告に関する市場調査では、ほとんどの視聴者は「Dr. Z」を（役者による）架空の人物だと考えていたらしいことも判明している。
このキャンペーンのウェブサイトに開始後ほどなく50万人近くがアクセスし、テレビコマーシャルも内容はおおむね好評だったが、広告としては成功しておらず、この時期に巨額の損失が発生してその対応が必要となったため、キャンペーン自体が開始から2ヶ月ほどで中止となった。
後にツェッチェは「Dr. Z」を演じることは楽しかったと語り、一方で「（クライスラーとの）アライアンスの将来が分かっていれば、あれほど一生懸命に取り組むことはなかったでしょう」とも語っている。

## 人物
口髭をたくわえた知的な顔つきと機知に富んだ言動で知られ、率直で愛想の良い人物だと言われている。
上述の「Dr. Z」以外にも、モーターショーの会場でエレキギターを弾いたり、ゲストのためにビールを注いだりと、パフォーマンスをしばしば行っている。ダイムラーの会長在任時に、電気自動車専用ブランドの「メルセデスEQ」を立ち上げたが、退任時に（競合企業の）BMWが作成した配信動画に出演しており、その中ではダイムラーを退任して去る時の様子が描かれるとともに、帰宅直後にBMWの電気自動車であるi8を運転する様子を演じている。

## 栄典
- 2005年・Industry Leader of the Year Award（米国自動車殿堂）
- 2008年・金のヴィクトリア賞（ドイツ雑誌出版社協会（ドイツ語版））
- 2011年・名誉博士（ハジェテペ大学（英語版））
- 2015年・金賞（ドイツ消防隊名誉章（ドイツ語版））